# 북쪽왕관자리 초은하단
북쪽왕관자리 초은하단은 북쪽왕관자리에 위치한 초은하단으로, 북반구에서 가장 두드러진 초은하단 중 하나이다.

## 특징
다른 초은하단에 비해 밀도가 높고 소형이며, 질량은 0.6~12 × 1016 태양질량(M⊙) 사이에 있는 것으로 계산되었다. 

## 하위 은하단
이 초은하단은 아벨 2056, 아벨 2061, 아벨 2065(이 초은하단 내에서 가장 거대한 은하단), 아벨 2067, 아벨 2079, 아벨 2092를 포함하고 있다. 
이 중 에이벨 2056, 2061, 2065, 2067, 2089는 중력으로 묶여 있으며, 이는 거대한 초은하단 형성하는 과정에 있다. 

## 추정되는 질량
이 실체는 약 1 × 1016 M 10의 추정 질량을 가지고 있다. 

## 넓이
넓이는 100 메가파섹(3억 3,000만 광년)이고 깊이는 40 메가파섹(1억 3,000만 광년)으로 추정된다. 

## 적색 편이
적색 편이는 0.07로 약 265.5 메가파섹(9억 6,400만 광년)에 해당한다.

## 발견 및 역사
천문학자 C. 도널드 셰인과 칼 A. 위르타넨은 하늘의 ㅈ동ㄴ하단 구조를 대규모로 조사하는 동안 이 초은하단에서 "추상 성운"의 농도나 "구름"을 가장 먼저 주목했다. 또한, 조지 아벨은 1958년 그의 아벨 카탈로그의 첫 출판물에서 소위 "초은하단"의 존재를 처음으로 주목했다. 
우체부와 동료들은 1988년에 초은하단을 자세히 연구하여 질량이 8.2 × 1015 × 태양질량을 가진 것을 계산하였고, 아벨 2061, 아벨 2065, 아벨 2067, 아벨 2079, 아벨 2092를 포함하고 있다고 알아내었다. 
에이벨 2124는 초은하단 중심에서 33 메가파섹(1억 1000만 광년) 떨어져 있으며, 일부 천문학자들에 의해 그룹의 일부로 여겨져 왔다.
에이벨 2069는 가까운 곳에 있지만 더 멀리 떨어져 있으며, 시야 연결만

되어 있다.